# Graphomya setifrons
Graphomya setifrons är en tvåvingeart som beskrevs av John Richard Vockeroth 1972. Graphomya setifrons ingår i släktet Graphomya och familjen husflugor. Inga underarter finns listade i Catalogue of Life.